# Limnocaridina
Limnocaridina is een geslacht van kreeftachtigen uit de klasse van de Malacostraca (hogere kreeftachtigen).

## Soorten
- Limnocaridina iridinae Roth-Woltereck, 1958
- Limnocaridina latipes Calman, 1906
- Limnocaridina parvula Calman, 1906
- Limnocaridina retiarius Calman, 1906
- Limnocaridina similis Calman, 1906
- Limnocaridina socius Calman, 1906
- Limnocaridina spinipes Calman, 1906
- Limnocaridina tanganyikae Calman, 1899